# Wincest

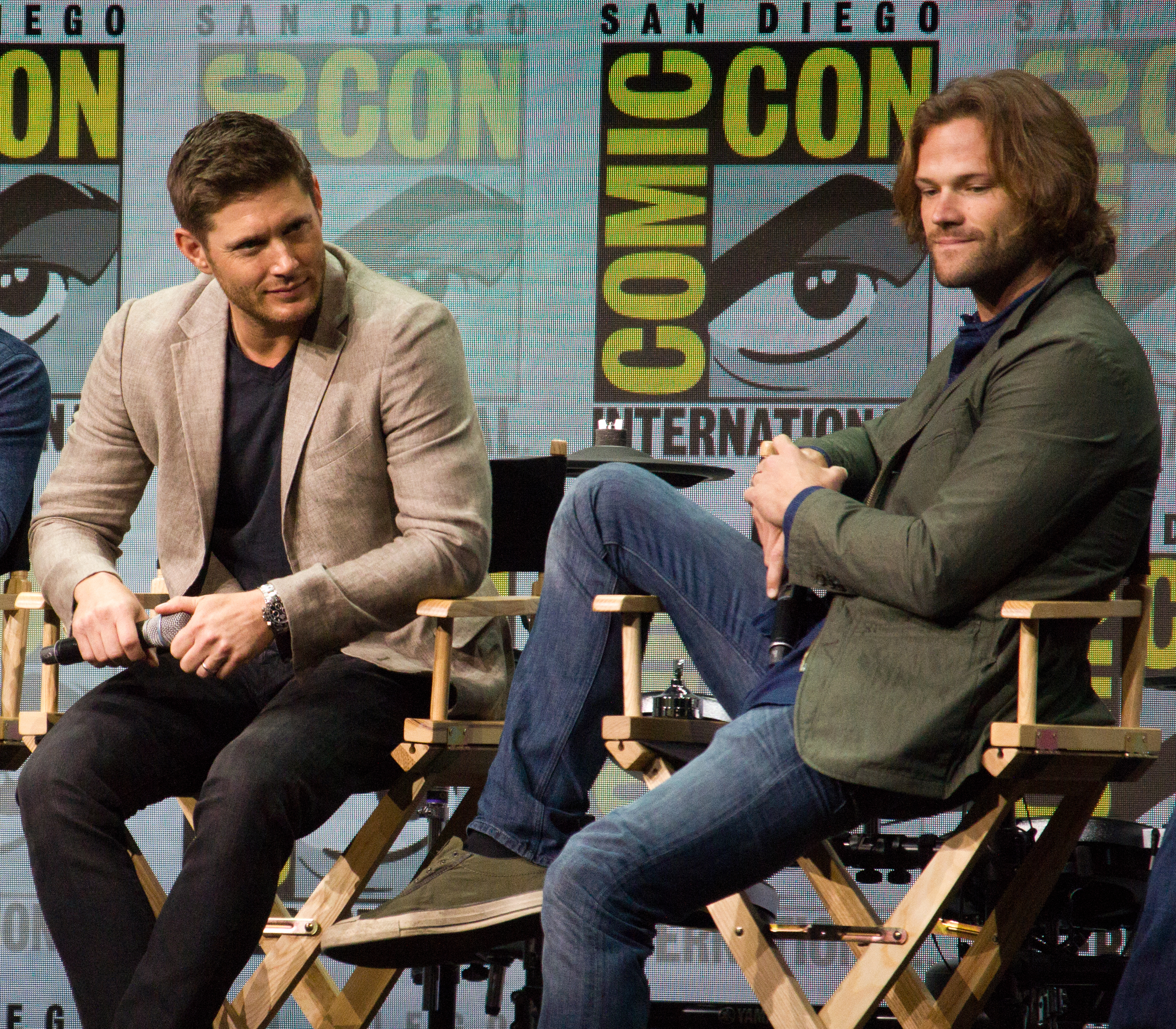
Jensen Ackles (Dean) y Jared Padalecki (Sam) en un panel de la Comic Con de San Diego en 2017.

Dentro del fandom de Supernatural, el Wincest es el nombre dado a la hipotética pareja romántica (o «ship») entre los hermanos Sam y Dean Winchester. Es una de las parejas más comunes en Archive of Our Own. Los actores que interpretan a los hermanos, Jensen Ackles y Jared Padalecki, también son a veces shippeados juntos. La serie en sí ha hecho referencia al Wincest con una obra de teatro ficticia sobre los hermanos dentro del universo del show, quienes tienen sus propios fans de Wincest en pantalla. Existen referencias notables en los episodios «The Monster at the End of This Book» y «Fan Fiction».

## Contexto
Supernatural es una serie de televisión estadounidense que sigue a los hermanos Sam (interpretado por Jared Padalecki) y Dean Winchester (interpretado por Jensen Ackles), quienes cazan seres sobrenaturales. La serie, creada por Eric Kripke, Bob Singer y Kim Manners, comenzó a emitirse en 2005 y se extendió por 15 temporadas hasta el episodio final en 2020.
La serie se centra en la relación fraternal entre los hermanos, y la showrunner Sera Gamble una vez se refirió a la serie como «la épica historia de amor de Sam y Dean».

## Fandom
El Wincest, la pareja romántica entre los hermanos Sam y Dean Winchester, era el sexto ship más común en el popular sitio de fanfiction Archive of Our Own hasta 2017, y uno de los más populares en el fandom de Supernatural. La palabra es un acrónimo de «Winchester» e «incest» (incesto). El fanfiction Wincest, como la mayoría de la ficción slash, es escrita principalmente por y para mujeres.
La primera historia fanfiction del Wincest fue publicada un día después del episodio piloto de la serie. El Wincest (y el ship menos popular entre los actores que dan vida a los hermanos Winchester) fueron los ships más populares del el fandom hasta la introducción de Castiel en la cuarta temporada y el crecimiento del ship Dean/Castiel (Destiel). Catherine Tosenberger, profesora en la Universidad de Winnipeg, estima que, hasta 2008, antes de la introducción de Castiel, el Wincest representaba un poco menos de la mitad del fanfiction de Supernatural. El Destiel superó gradualmente al Wincest en popularidad y ahora es uno de los ships más grandes en el fandom en general. Los fans veían al Destiel como más probable de ocurrir en la serie, ya que no era incestuoso. Los fans de los dos ships a veces están en desacuerdo entre sí.
El fandom no tiende a tratar el incesto como particularmente transgresor, especialmente en comparación con las otras acciones de los personajes dentro de la serie. El aislamiento de los hermanos de la sociedad permite que su relación exista separada del juicio social. Dentro del fanfiction, los escritores a menudo usan diversas criaturas folclóricas u otros elementos sobrenaturales para hacer que los hermanos superen el tabú del incesto, como un tipo de magia que los hace atraerse mutuamente o que les hace olvidar que son parientes. Algunas obras crean situaciones sobrenaturales en las que los hermanos deben tener sexo, a veces referido como el tropo «follar o morir». Sin embargo, el énfasis suele estar no en el tabú, sino en la cercanía emocional entre los dos personajes.

Tosenberger escribe que:
La subversión más significativa del texto por parte de los escritores del slash de Supernatural no es que lo hagan «queer», sino que lo vuelven «feliz»; un tema constante del slash de Supernatural es que un romance entre Sam y Dean les dará [a ambos] una medida de comodidad y felicidad que se les niega en la serie.
Flegel y Roth, por otro lado, argumentan que las historias más oscuras del Wincest permiten a los fans explorar la codependencia tóxica entre los hermanos.

## Entre los actores
Los actores que interpretan a los hermanos, Jensen Ackles y Jared Padalecki, también son frecuentemente emparejados en la ficción sobre personas reales (Real person fiction, RPF). Este ship se conoce como «J2» o «JSquared» (tdl. ‘JAlCuadrado’). Hasta 2010, más de la mitad del fanfiction escrito para Supernatural en LiveJournal incluía este ship. Algunos fans interpretaron esto como una respuesta a la incomodidad causada por el shippeo de los hermanos, ya que esto fue antes de que el Destiel pudiera extenderse por el fandom; sin embargo, algunos fans de J2 también escribían fanfiction Wincest. Monica Flegel y Jenny Roth, profesoras en la Universidad de Lakehead, atribuyen parte de la popularidad del J2 dentro del fandom a los diferentes tropos que este permite explorar. El fanfiction J2 suele ser menos oscuro que la serie o el fanfiction Wincest, y permite a los autores escribir sobre personajes que no están aislados de la sociedad. La serie también carece de personajes femeninos significativos, y escribir sobre los actores permite a los fans incorporar más mujeres en sus historias.
Ackles comentó sobre el fandom shippeándolo con Padalecki diciendo que «Interpretamos hermanos en la pantalla, pero también somos algo así como hermanos fuera de la pantalla. Es un amor fraternal el que él y yo tenemos y es algo decepcionante para mí que la gente lo confunda con un amor de tipo sexual». Algunos fans, referidos como «tinhats», creían que realmente había una relación amorosa entre los dos actores.

## En la serie
Dentro de la serie, hay una serie de libros ficticia llamada «Supernatural», introducida en el episodio de la temporada cuatro «The Monster at the End of This Book», que sigue vagamente la trama de la serie de televisión Supernatural del mundo real, y los hermanos interactúan con fans de los libros en varias ocasiones. Una fan, Becky Rosen, es presentada como una escritora de fanfiction Wincest y administra MoreThanBrothers.net, un sitio web para fans del Wincest dentro del universo de la serie. Un episodio posterior, «Fan Fiction», se centra en un musical dentro del universo de la serie basado en los libros, escrito por una fan llamada Marie. Los creadores usan esto para comentar sobre la comunidad del fandom y aprobarla indirectamente. En «Fan Fiction», Dean dice a los actores:
«Sé que he expresado algunas diferencias de opinión respecto a esta versión en particular. Pero esta noche se trata de la visión de Marie, esto es el “Supernatural” de Marie. Así que quiero que salgan ahí y quiero que se paren tan cerca como ella quiera, y quiero que pongan tanto subtexto como puedan».
Más allá de las referencias explícitas al shippeo, los fans a menudo citan elementos de la serie como evidencia subtextual para su interpretación romántica. Por ejemplo, un personaje se refiere a los hermanos como «psicótica, irracional, eróticamente codependientes», y los hermanos a veces son confundidos con una pareja dentro de la serie. Ambos hermanos tienen relaciones románticas o sexuales con mujeres, pero estas consistentemente terminan mal. Los hermanos no tienen otras relaciones cercanas, lo que contribuye a la «naturaleza excesiva del apego de los hermanos», que algunos fans dicen es una de sus razones principales para interpretar la relación como romántica. Tosenberger cita a un fan diciendo que «un amor tan intenso tiende a leerse como romántico, sea intencional o no». Ella argumenta que su relación familiar permite a los hermanos expresar emociones entre sí que los hombres en su cultura normalmente no podrían, contribuyendo a las lecturas románticas de algunos fans.